# 班達納 (肯塔基州)
班達納（英語：Bandana）是位於美國肯塔基州巴拉德縣的一個人口普查指定地區。

## 人口
根據2020年美國人口普查的數據，班達納的面積為4.89平方千米，當中陸地面積為4.89平方千米，而水域面積為0.00平方千米。當地共有人口177人，而人口密度為每平方千米36.2人。